# Station Newton Aycliffe
Newton Aycliffe is een spoorwegstation van National Rail in Newton Aycliffe, Sedgefield in Engeland. Het station is eigendom van Network Rail en wordt beheerd door Northern Rail. Het station is geopend in 1978.